# Johanna Buska

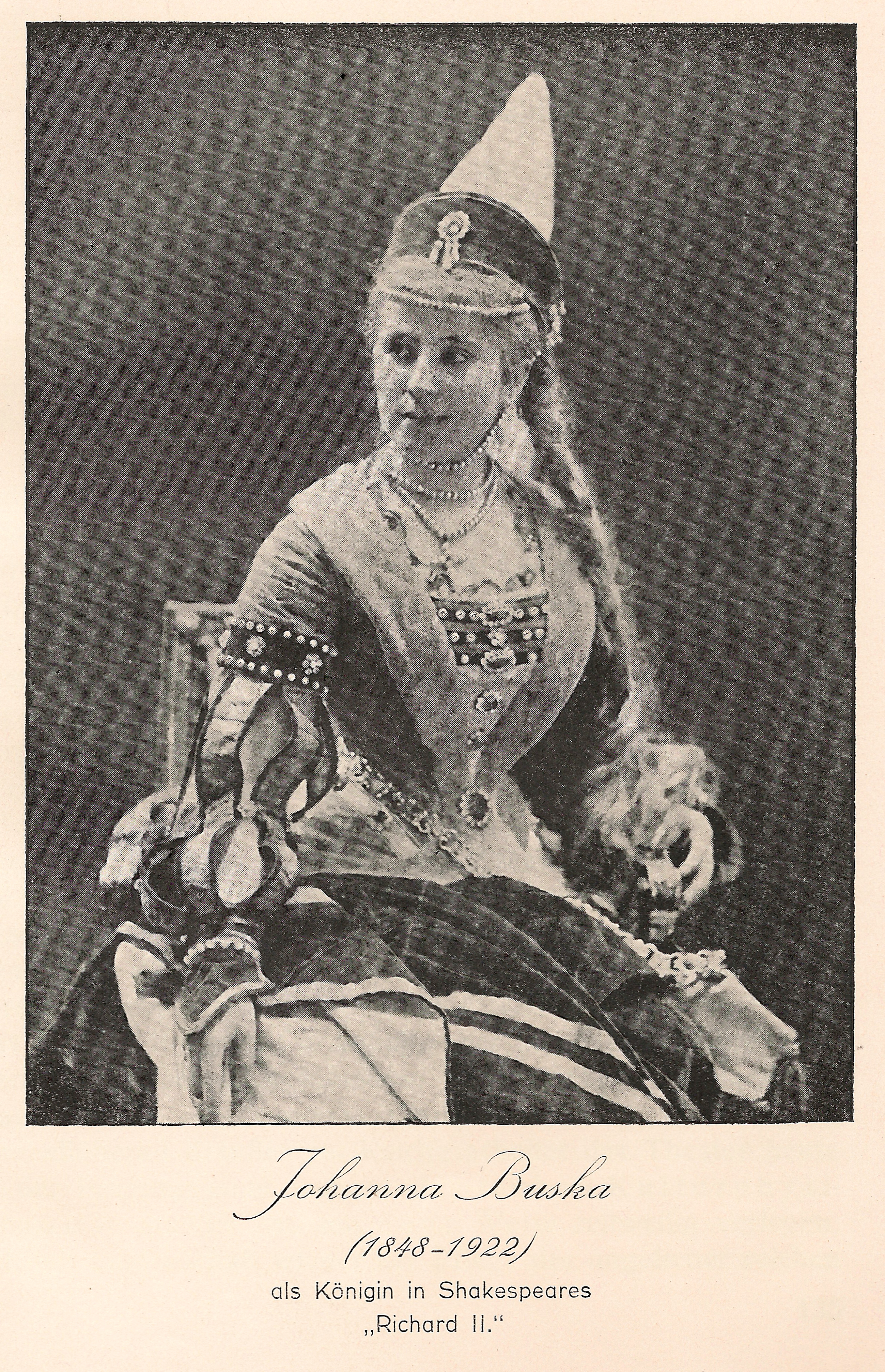
Johanna Buska (1880)

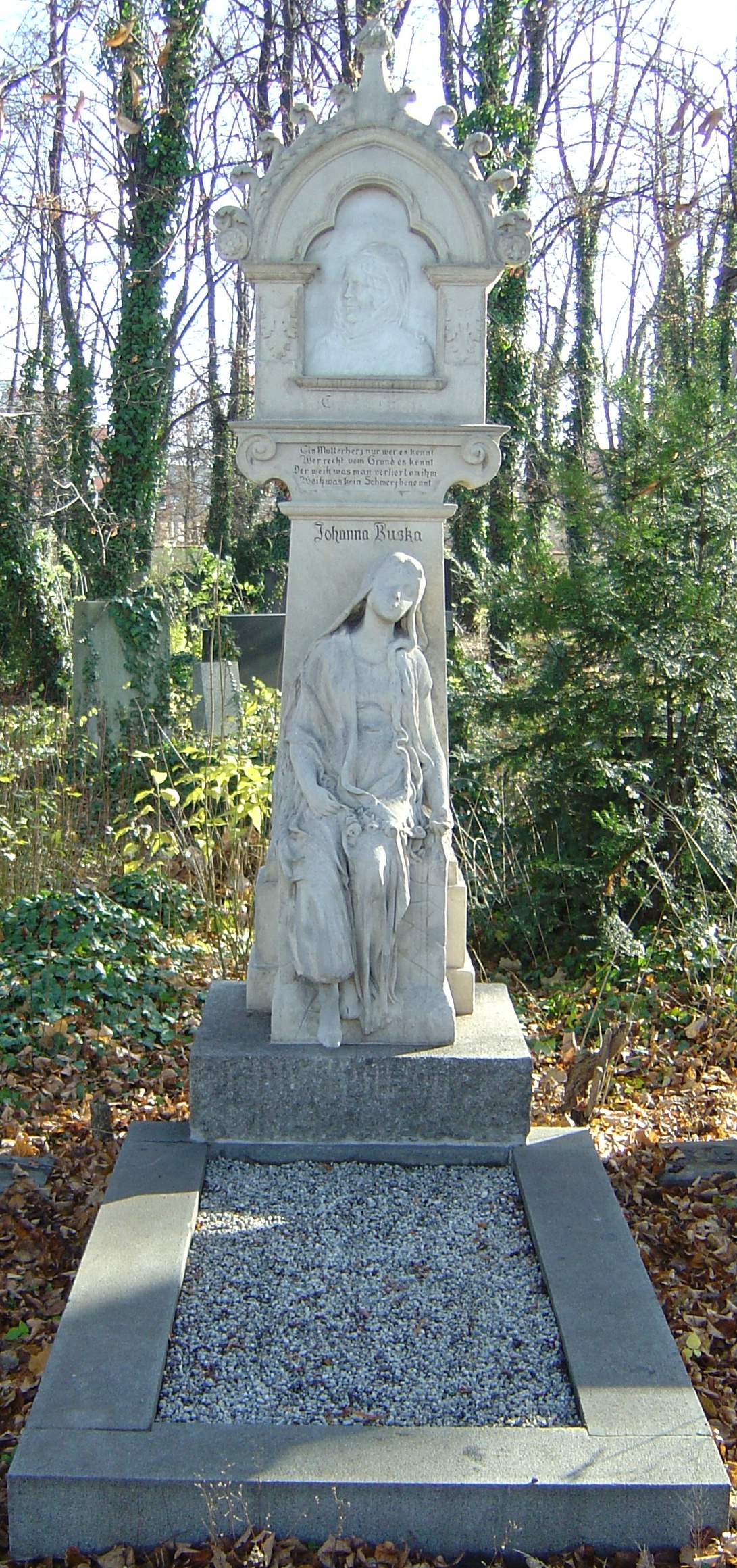
Grab von Johanna Buska und ihrer Mutter auf dem Evangelischen Friedhof im Prager Stadtteil Strašnice

Johanna Buska (* 14. April 1847 oder 1848 in Königsberg; † 16. Mai 1922 in Dresden) war eine Schauspielerin und Opernsängerin.

## Leben
Nach Engagements am Burgtheater und einer Affäre mit dem österreichischen Kronprinzen Rudolf heiratete sie am 20. Mai 1880 den ungarischen Adligen Miklós Kázmér (Nikolaus Casimir) Török de Szendrő. Während der vierjährigen Ehe wurde ein Kind geboren, das möglicherweise von Rudolf stammte. Nach Töröks Tod heiratete die Schauspielerin den Prager Theaterintendanten und Sänger Angelo Neumann. Sie kehrte wieder zurück auf die Bühne und spielte unter anderem 1888 in Prag Ibsens Nora; Anfang des zwanzigsten Jahrhunderts trat sie in Schönthans Lustspiel Im bunten Rock auf.
Johanna Buskas erste Eheschließung regte Theodor Fontane zu seinem Roman Graf Petöfy an. In der Stiftung Weimarer Klassik und Kunstsammlungen wird ein Brief Johanna Buskas an Julius Rodenberg aufbewahrt; in der Österreichischen Nationalbibliothek befinden sich etliche Autographen der Schauspielerin, insbesondere aus der Sammlung Otto Frankfurter. Im Alfred-Reucker-Archiv der Akademie der Künste befinden sich ebenfalls Autographen und Fotos von Johanna Buska aus der Zeit des Todes von Angelo Neumann im Dezember 1910.